# Nuoto ai campionati mondiali di nuoto 2013 - 100 metri farfalla femminili
Le qualifiche per la semifinale si sono svolte la mattina del 28 luglio 2013, mentre la semifinale si è svolta la sera dello stesso giorno. La finale, invece, si è svolta la sera del 29 luglio 2013.

## Medaglie
| Posizione | Atleta         | Paese       |
| --------- | -------------- | ----------- |
| Oro       | Sarah Sjöström | Svezia      |
| Argento   | Alicia Coutts  | Australia   |
| Bronzo    | Dana Vollmer   | Stati Uniti |

## Record
Prima della manifestazione il record del mondo (WR) e il record dei campionati (CR) erano i seguenti.
| Record mondiale       | 55"98 | Dana Vollmer Stati Uniti | 29 luglio 2012 Londra, Regno Unito |
| Record dei campionati | 56"06 | Sarah Sjöström Svezia    | 27 luglio 2009 Roma, Italia        |

## Risultati

### Batterie
| Pos. | Batteria | Corsia | Atleta                       | Nazionalità     | Tempo   | Note |
| ---- | -------- | ------ | ---------------------------- | --------------- | ------- | ---- |
| 1    | 6        | 4      | Dana Vollmer                 | Stati Uniti     | 57"22   | Q    |
| 2    | 6        | 5      | Sarah Sjöström               | Svezia          | 57"28   | Q    |
| 3    | 6        | 3      | Katerine Savard              | Canada          | 57"31   | Q    |
| 4    | 5        | 4      | Alicia Coutts                | Australia       | 57"56   | Q    |
| 5    | 5        | 5      | Jeanette Ottesen             | Danimarca       | 57"79   | Q    |
| 6    | 6        | 6      | Noemie Thomas                | Canada          | 58"11   | Q    |
| 7    | 4        | 5      | Ilaria Bianchi               | Italia          | 58"22   | Q    |
| 8    | 5        | 6      | Brittany Elmslie             | Australia       | 58"27   | Q    |
| 9    | 4        | 6      | Jemma Lowe                   | Gran Bretagna   | 58"38   | Q    |
| 10   | 5        | 3      | Claire Donahue               | Stati Uniti     | 58"58   | Q    |
| 11   | 4        | 8      | Ingvild Snildal              | Norvegia        | 58"83   | Q    |
| 12   | 4        | 4      | Lu Ying                      | Cina            | 58"93   | Q    |
| 13   | 6        | 2      | Tao Li                       | Singapore       | 58"94   | Q    |
| 14   | 5        | 8      | Evelyn Verrasztó             | Ungheria        | 58"95   | Q    |
| 15   | 5        | 0      | Daynara de Paula             | Brasile         | 59"16   | Q    |
| 16   | 6        | 0      | Judit Ignacio Sorribes       | Spagna          | 59"18   | QS   |
| 16   | 6        | 7      | Natsumi Hoshi                | Giappone        | 59"18   | QS   |
| 18   | 4        | 3      | Jiao Liuyang                 | Cina            | 59"21   |      |
| 19   | 5        | 1      | Kimberly Buys                | Belgio          | 59"28   |      |
| 19   | 5        | 2      | Svetlana Čimrova             | Russia          | 59"28   |      |
| 21   | 6        | 8      | Katarína Listopadová         | Slovacchia      | 59"34   |      |
| 22   | 6        | 1      | Amit Ivry                    | Israele         | 59"45   |      |
| 23   | 4        | 1      | Sophia Batchelor             | Nuova Zelanda   | 59"46   |      |
| 24   | 3        | 4      | Farida Osman                 | Egitto          | 59"85   |      |
| 25   | 4        | 0      | Elmira Aigaliyeva            | Kazakistan      | 1:00"00 |      |
| 26   | 5        | 7      | Louise Hansson               | Svezia          | 1:00"11 |      |
| 27   | 4        | 2      | Kristel Vourna               | Grecia          | 1:00"33 |      |
| 28   | 4        | 7      | Emilia Pikkarainen           | Finlandia       | 1:00"47 |      |
| 29   | 3        | 5      | Jessica Maria Camposano Rios | Colombia        | 1:00"65 |      |
| 30   | 4        | 9      | Marne Erasmus                | Sudafrica       | 1:00"73 |      |
| 31   | 6        | 9      | Park Jin-Young               | Corea del Sud   | 1:00"78 |      |
| 32   | 5        | 9      | Sze Hang Yu                  | Hong Kong       | 1:01"01 |      |
| 33   | 3        | 6      | İris Rosenberger             | Turchia         | 1:01"35 |      |
| 34   | 3        | 3      | Cheng Wan-jung               | Taipei cinese   | 1:01"61 |      |
| 35   | 3        | 2      | Jasmine Alkhaldi             | Filippine       | 1:01"71 |      |
| 36   | 3        | 1      | Loreen Whitfield             | Samoa Americane | 1:02"50 |      |
| 37   | 2        | 7      | Dorian McMenemy              | Rep. Dominicana | 1:03"53 |      |
| 38   | 2        | 4      | Marie Laura Meza             | Costa Rica      | 1:03"63 |      |
| 39   | 3        | 8      | Monalisa Arieswati           | Indonesia       | 1:03"93 |      |
| 40   | 2        | 6      | Dalia Tórrez Zamora          | Nicaragua       | 1:04"43 |      |
| 41   | 2        | 2      | Poula Øssursdóttir Mohr      | Fær Øer         | 1:04"58 |      |
| 42   | 3        | 7      | Barbara Caraballo            | Porto Rico      | 1:04"65 |      |
| 43   | 3        | 0      | Caroline Puamau              | Figi            | 1:04"72 |      |
| 44   | 1        | 3      | Pooja Alva                   | India           | 1:05"70 |      |
| 45   | 2        | 1      | Ana Nobrega                  | Angola          | 1:06"55 |      |
| 46   | 2        | 3      | Noel Borshi                  | Albania         | 1:06"77 |      |
| 47   | 2        | 8      | María José Ribera Pinto      | Bolivia         | 1:07"02 |      |
| 48   | 2        | 0      | Emily Mueti                  | Kenya           | 1:07"37 |      |
| 49   | 2        | 5      | Amboaratiana Domoinannava    | Madagascar      | 1:09"30 |      |
| 50   | 3        | 9      | Johanna Umurungi             | Ruanda          | 1:10"41 |      |
| 51   | 2        | 9      | Su Moe Theint San            | Birmania        | 1:10"62 |      |
| 52   | 1        | 4      | Afsana Ismayilova            | Azerbaigian     | 1:16"58 |      |
| 53   | 1        | 5      | Charissa Panuve              | Tonga           | 1:21"78 |      |

#### Spareggio
| Pos. | Corsia | Atleta                 | Nazionalità | Tempo | Note |
| ---- | ------ | ---------------------- | ----------- | ----- | ---- |
| 1    | 4      | Natsumi Hoshi          | Giappone    | 58"83 | Q    |
| 2    | 5      | Judit Ignacio Sorribes | Spagna      | 58"87 |      |

### Semifinali

#### Semifinale 1
| Pos. | Corsia | Atleta           | Nazionalità | Tempo | Note |
| ---- | ------ | ---------------- | ----------- | ----- | ---- |
| 1    | 4      | Sarah Sjöström   | Svezia      | 57"10 | Q    |
| 2    | 5      | Alicia Coutts    | Australia   | 57"49 | Q    |
| 3    | 3      | Noemie Thomas    | Canada      | 57"99 | Q    |
| 4    | 2      | Claire Donahue   | Stati Uniti | 58"44 | Q    |
| 5    | 6      | Brittany Elmslie | Australia   | 58"56 |      |
| 6    | 7      | Lu Ying          | Cina        | 58"67 |      |
| 7    | 1      | Evelyn Verrasztó | Ungheria    | 58"74 |      |
| 8    | 8      | Natsumi Hoshi    | Giappone    | 59"42 |      |

#### Semifinale 2
| Pos. | Corsia | Atleta           | Nazionalità   | Tempo | Note |
| ---- | ------ | ---------------- | ------------- | ----- | ---- |
| 1    | 3      | Jeanette Ottesen | Danimarca     | 57"19 | Q    |
| 2    | 4      | Dana Vollmer     | Stati Uniti   | 57"84 | Q    |
| 3    | 5      | Katerine Savard  | Canada        | 58"00 | Q    |
| 4    | 6      | Ilaria Bianchi   | Italia        | 58"29 | Q    |
| 5    | 2      | Jemma Lowe       | Gran Bretagna | 58"46 |      |
| 6    | 7      | Ingvild Snildal  | Norvegia      | 58"84 |      |
| 7    | 1      | Tao Li           | Singapore     | 59"02 |      |
| 8    | 8      | Daynara de Paula | Brasile       | 59"04 |      |

### Finale
| Pos. | Corsia | Atleta           | Nazionalità | Tempo | Note |
| ---- | ------ | ---------------- | ----------- | ----- | ---- |
|      | 4      | Sarah Sjöström   | Svezia      | 56"53 |      |
|      | 3      | Alicia Coutts    | Australia   | 56"97 |      |
|      | 6      | Dana Vollmer     | Stati Uniti | 57"24 |      |
| 4    | 5      | Jeanette Ottesen | Danimarca   | 57"27 |      |
| 5    | 7      | Katerine Savard  | Canada      | 57"97 |      |
| 6    | 1      | Ilaria Bianchi   | Italia      | 58"11 |      |
| 7    | 2      | Noemie Thomas    | Canada      | 58"13 |      |
| 8    | 8      | Claire Donahue   | Stati Uniti | 58"30 |      |